# Dirk Luckow
Dirk Luckow (* 24. September 1958 in Hamburg) ist ein deutscher Kunsthistoriker und Kurator.

## Leben und Wirken
Luckow studierte Kunstgeschichte, Archäologie und Alte Geschichte an der Freien Universität in Berlin und wurde 1996 bei Thomas W. Gaehtgens über Joseph Beuys promoviert. Er war wissenschaftlicher Mitarbeiter an der Kunstsammlung Nordrhein-Westfalen in Düsseldorf, am Solomon R. Guggenheim Museum in New York und in Stuttgart beim Württembergischen Kunstverein. Anschließend ging er nach München und war Kurator, dann Projektleiter Bildende Kunst des Siemens Art Program. 2002 konzipierte er mit dem ehemaligen Deichtorhallen-Direktor Zdenek Felix die Ausstellung „Art & Economy“, bei der deutsche Unternehmen ihre Kunstkonzepte präsentierten. Im Juli 2002 wurde Luckow – als Nachfolger von Hans Werner Schmidt – zum Direktor der Kunsthalle zu Kiel berufen, und er war damit auch geschäftsführender Vorsitzender des Schleswig-Holsteinischen Kunstvereins Kiel. Von 2007 bis 2009 war er Mitglied im Künstlerischen Beirat der Temporären Kunsthalle Berlin. Er ist Juror des Hauptstadtkulturfonds in Berlin, Juror des KÖR – Kunst im öffentlichen Raum, Wien – sowie Mitglied in den Kuratorien der Nordmetall-Stiftung und der Herbert-Gerisch-Stiftung/Skulpturenpark Neumünster.
Seit 1. Oktober 2009 ist Luckow Intendant der Deichtorhallen in Hamburg und trat damit die Nachfolge von Robert Fleck an, der zum Direktor der Kunst- und Ausstellungshalle der Bundesrepublik Deutschland in Bonn berufen wurde.

## Schriften
Luckow verfasste wissenschaftliche Beiträge über Richard Artschwager, Cecilia Edefalk, Hans-Peter Feldmann und Poul Gernes, gab Publikationen wie Peking, Shanghai, Shenzhen: Städte des 21. Jahrhunderts (2000) heraus und veröffentlichte zahlreiche Texte u. a. in Art + Text (Sydney) und dem Journal of Contemporary Art (New York).
- Joseph Beuys und die amerikanische Anti Form-Kunst, Mann, Berlin, 1998 ISBN 978-3-786122654.
- See History 2003, Christians, 2003, ISBN 978-3-76721425-5.
- mit Ulrich Kuder: Des Menschen Gemüt ist wandelbar. Druckgrafik der Dürer-Zeit. Kiel 2004, ISBN 3-937208-06-2.
- mit Hans Werner Schmidt, Hans Hartung: Spontanes Kalkül, Kerber, 2006.
- Hans-Peter Feldmann. Die beunruhigenden Musen, König, Köln, 2006, ISBN 978-3-86560080-6.
- Kunsthalle zu Kiel, Dumont, 2007, ISBN 978-3-83219011-8.
- Privatissimo: Kunst aus schleswig-holsteinischem Adelsbesitz, Dumont, 2009, ISBN 978-3-83219263-1.
- Anselm Reyle - Mystic Silver, Ausstellungskatalog. Distanz Verlag, Berlin 2012, ISBN 978-3-942405-18-8.

## Kuratierte Ausstellungen
- 2011 Zwei Sammler – Thomas Olbricht und Harald Falckenberg, Deichtorhallen Hamburg
- 2011 Gilbert & George – Jack Freak Pictures, Deichtorhallen Hamburg
- 2010 I Want To See How You See – Sammlung Julia Stoscheck, Deichtorhallen Hamburg
- 2010 Poul Gernes, Deichtorhallen Hamburg
- 2009 Allora & Calzadilla, Temporäre Kunsthalle, Berlin
- 2009 Privatissimo. Kunst aus Schleswig-Holsteinischen Adelsbesitz, Kunsthalle zu Kiel
- 2008/2009 Heavy Metal – Die unerklärbare Leichtigkeit eines Materials, Kunsthalle zu Kiel
- 2008 True Romance, Kunsthalle zu Kiel, (Kooperationsprojekt mit der Kunsthalle Wien und dem Museum Villa Stuck, München)
- 2006 Ballermann, Kunsthalle zu Kiel
- 2005 Christian Rohlfs – Die Begegnung mit der Moderne, Kunsthalle zu Kiel
- 2002 Malerei ohne Malerei, Museum der bildenden Künste Leipzig, Leipzig, Siemens Arts Program, München
- 2000 Art & Economy, Deichtorhallen Hamburg (Kooperationsprojekt mit dem Siemens Arts Program, München)
- 1999 Dream City, München (Kooperationsprojekt des Siemens Arts Program, München mit dem kunstraum muenchen, Kunstverein München und dem Museum Villa Stuck, München)